# Karl Karlowitsch Masing
Karl Karlowitsch Masing (russisch Карл Карлович Мазинг; * 1849 in Dorpat; † 12. Juli 1926 in Moskau) war ein russisch-sowjetischer Mathematiker.

## Leben
Masing stammte aus einer adligen Familie schwedischer Herkunft. Er studierte an der Kaiserlichen Universität Moskau in der Physikalisch-Mathematischen Fakultät mit Abschluss 1870. Er blieb dort und arbeitete am Lehrstuhl für Astronomie bei Fjodor Bredichin. 1872 war Masing an der Organisation der Polytechnischen Ausstellung in Moskau anlässlich des 200. Geburtstages Peters I. beteiligt. Die Exponate waren dann die Grundlage für das Museum für angewandtes Wissen, das das Polytechnische Museum wurde. 1873 wurde Masing einer der Mathematiklehrer der neuen Moskauer staatlichen Realschule.
1877 gründete Masing eine private Lehranstalt für Jungen für Mathematik, Physik, Chemie und Handwerkstechnik und leitete sie. Sie wurde als Realschule entsprechend den staatlichen Realschulen anerkannt und wurde in das Schulsystem des Volksbildungsministeriums eingegliedert. 1897 wurde diese Lehranstalt die Masing-Handelsschule.
Masing war Vorsitzender der Moskauer Abteilung der Kaiserlich Russischen Technischen Gesellschaft, der Mechanisch-Technischen Gelehrtengesellschaft und anderer Gesellschaften. 1892 gründete er die Gesellschaft der Absolventen der Masing-Lehranstalt, die Kindern armer Familien beim Erwerb der mittleren und höheren Bildung half. 1897 gründete er mit Moskauer Unternehmern und Investoren mit Alexei Wischnjakow an der Spitze die Moskauer Gesellschaft zur Förderung der kaufmännischen Bildung, die an 17 Orten in Moskau Kurse für Handelsbeschäftigte und Höhere Handelskurse unter der Leitung von Alexander Glagolew durchführte. Einer der Dozenten war der Maler Dmitri Schtscherbinowski. Daraus entstand 1907 das Moskauer Handelsinstitut. Masing war Wirklicher Staatsrat (4. Rangklasse) und Mitglied der Moskauer Stadtduma (1913–1921) und der Moskauer Semstwo-Versammlung. 
Im Ersten Weltkrieg leitete Masing 1914 die Kommission für die Überprüfung der kriegsbedingten Ausgaben der Moskauer Stadtverwaltung und die Kommission für den Wiederaufbau der Städte und Dörfer. Im Januar 1917 erkrankte er an einer Lungenentzündung und reiste im März nach der Februarrevolution auf die Krim.
Im Russischen Bürgerkrieg organisierte Masing Volks-Unis in Kislowodsk (1918–1919) und Rostow am Don (1919–1921). 1922 konnte er nach Moskau zurückkehren und lehrte an der RabFak der Moskauer Bergakademie. Er leitete den Studienteil, gründete neue Kurse und bereitete Arbeiter auf das Mathematik-Studium vor. Er redigierte die technische Zeitschrift Westnik Inschenerow.
Masing war mit Jelisaweta Nikolajewna geborene Sernowa verheiratet und hatte zwei Söhne Wladimir und Jewgeni (Maschinenbauingenieur und Spezialist für Verbrennungsmotoren) und drei Töchter Nadeschda, Antonina und Jelena.
Masing starb in Moskau und wurde auf dem Wwedenskoje-Friedhof begraben.

## Ehrungen
- Orden des Heiligen Wladimir IV. Klasse, III. Klasse[1]